# Georg Bayer (Verbandsfunktionär)
Georg Bayer (* 30. März 1920 in Langensendelbach; † 27. März 2007 in Marloffstein) war ein deutscher Verbandsfunktionär.

## Werdegang
Bayer war 1945 Gründungsmitglied der Werkskapelle Gossen – Stadtkapelle Erlangen und stand ihr bis 1981 vor. Ab 1956 war er Vorsitzender des Bezirks Mittelfranken des Nordbayerischen Musikbunds (NBMB). Von 1963 bis 1984 war er Präsident des NBMB, nachdem er bereits ab 1957 Vizepräsident gewesen war, und bis zu seinem Tod Ehrenpräsident. Er war auch Präsident des Bayerischen Volksmusikbundes. Im Jahr 1978 wurde er zum Vizepräsidenten der Bundesvereinigung Deutscher Musikverbände gewählt und erhielt 1982 den Ehrenring des Verbandes.

## Ehrungen
- 1972: Verdienstkreuz 1. Klasse der Bundesrepublik Deutschland,
- Bayerischer Verdienstorden,
- Silberne Ehrenmedaille des Bezirks Oberfranken,
- alle Auszeichnungen des NBMB,
- Ehrungen des holländischen, belgischen, österreichischen und luxemburgischen Blasmusikverbands,
- Ehrenmedaille der Kapelle Südtirol und des Deutsch-Texanischen Sängerbunds.